# Coelotes eharai
Coelotes eharai là một loài nhện trong họ Amaurobiidae.
Loài này thuộc chi Coelotes. Coelotes eharai được miêu tả năm 1976 bởi Arita.